# Hráči z Triskelionu
Hráči z Triskelionu (v anglickém originále The Gamesters of Triskelion) je šestnáctý díl druhé řady seriálu Star Trek. Premiéra epizody v USA proběhla 5. ledna 1968, v České republice 24. ledna 2003.

## Příběh
Hvězdného data 3211.8 kosmická loď USS Enterprise NCC-1701 pod vedením kapitána Jamese Tiberius Kirka přilétá na orbitu planety Gamma II, kde se nachází stanice Federace. Kirk určí k sobě pro výsadek poručíka Uhuru a praporčíka Čechova. Namísto klasického přenosu najednou však mizí neznámo kam z plošiny transportéru. Scott to ihned hlásí na můstek panu Spockovi a začíná pátrání na povrchu planety i v jejím okolí.
Výsadek se však objevuje na planetě Triskelion a záhy je napaden skupinkou různých ras z různých planet. Jsou přemoženi a uvězněni. Gall, pán vazalů vysvětluje, že se všichni tři stanou novými vazaly a posléze budou vydraženi některým z „dárců“. Každému je přidělen člen skupiny, která je prvně napadla, jako cvičitel. Všichni mají na krku zvláštní obojky, přes které může Gall každému působit bolest. Kirkova cvičitelka, Shahna vysvětluje, že barvy odlišují vazaly jednotlivých dárců a až bude vydražen, tak dostane taky barvu. Při tréninku ve venkovní aréně Kirk vzdoruje a Gall se rozhodne potrestat jednoho z výsadku, vybírá Uhuru. Kirk podstoupí trest místo ní. Jsou mu svázány ruce a je bičován jedním z přerostlých vazalů. Přes nevýhodu se mu podaří svého soka přemoci a v tom se ozývají hlasy odněkud shora. Gall se ptá, co že si přeje Dárce 1. Následně je Kirk i ostatní vydraženi a získávají červenou barvu obojku. Spock na Enterprise zjišťuje v blízkosti zvláštní mlhovinu s nestandardními hodnotami. Rozhoduje se vydat se k troj-hvězdě, která je ovšem vzdálena spousty světelných let daleko. Proti tomu protestují McCoy i Scotty, ale Spock se nenechá přesvědčit. Je rozhodnut, že hodnoty mlhoviny byly narušeny právě nějakým transportním paprskem.
Kirk si buduje se zelenovlasou cvičitelkou vztah a vysvětluje jí, že na Zemi chodí věci jinak a lidé nejsou nuceni bojovat a žít pod nadvládou dárců. Nedaří se mu však získat více informací o tom, kdo vlastně dárci jsou, jak vypadají a jsou-li zranitelní. Při pokusu o útěk jsou Kirk, Uhura a Čechov zastaveni ve venkovní aréně Gallem. Ve stejný moment do systému přilétá Enterprise a když se chce Spock s McCoyem transportovat, promluví k nim jeden z dárců, což slyší i ostatní na povrchu Triskelionu. Kirk je přemístěn pod povrch planety, kde zjišťuje, že dárci jsou pouze mozky a jde o velmi vyvinutou formu života, která již nepotřebuje fyzické těla a jejich jediný smysl života je sázky na souboje vazalů. Dárci chtějí zničit loď i posádku a tak je Kirk nabádá k sázce při souboji. Když vyhraje, chce svobodu nejen pro svou posádku, ale i pro vazaly a ukončení her. Dárci na to slyší a uvrhají Kirka do arény proti třem vazalům. Když je porazí, Gall povolává Shahnu, ale tu Kirk také porazí, aniž by jí zranil.
Dárci uznávají Kirkovu výhru a slibují, že budou vazaly vzdělávat, učit a nechají jim svobodu. Shahna chce, aby jí Kirk vzal s sebou na místa o kterých mluvil, ale kapitán jí toto splnit nemůže. Kirk, Uhura a Čechov se vrací na palubu Enterprise. Shahna slibuje, že se bude učit, sledovat světla na nebi a vzpomínat.